# Hannu Mikkola
Hannu Olavi Mikkola, född 24 maj 1942 i Joensuu, död 25 februari 2021, var en finländsk rallyförare som vann VM 1983 med Audi. Han hade svensken Arne Hertz som kartläsare mellan 1977 och 1990.